# Dichaetomyia gilvicornis
Dichaetomyia gilvicornis är en tvåvingeart som beskrevs av Fritz Isidore van Emden 1942. Dichaetomyia gilvicornis ingår i släktet Dichaetomyia och familjen husflugor. Inga underarter finns listade i Catalogue of Life.